# بالینگم
بالینگم (به فرانسوی: Balinghem) یک کمون (فرانسه) در فرانسه است که در پا-دو-کاله واقع شده‌است. بالینگم ۵٫۷۹ کیلومتر مربع مساحت دارد ۸ متر بالاتر از سطح دریا واقع شده‌است.